# Paul Calori
Pour les articles homonymes, voir Calori.
Paul Calori est un réalisateur et scénariste français.

## Biographie
Originaire de Marseille et Lyon, il étudie les Lettres et le cinéma à l’École normale supérieure (Paris) de 1999 à 2001 puis intègre la Fémis dans le département réalisation en 2002 . Il crée et dirige la galerie l'Œil du Vingtième en 2012. Il co-écrit et co-réalise avec Kostia Testut, le court-métrage Le Silence des machines puis le long métrage avec Sur quel pied danser (pour lequel il devient lauréat de la Fondation Gan pour le Cinéma).

## Filmographie

### Réalisateur et scénariste
- 2007 : Les Heures creuses (court métrage)
- 2008 : Le Silence des machines (court métrage)
- 2016 : Sur quel pied danser (film lauréat 2011 de la Fondation Gan pour le Cinéma)